# Albert Nieberl
Albert Nieberl (* 29. Dezember 1886; † 1983(?) in Kempten (Allgäu)) war ein deutscher Verwaltungsjurist und Finanzbeamter.

## Werdegang
Nieberl schloss sein Studium der Rechtswissenschaften 1911 mit Promotion an der Universität München ab und trat 1913 in die Finanzverwaltung ein. Er war beim Landesfinanzamt Stettin und beim Landesfinanzamt-Mecklenburg-Lübeck in Schwerin tätig. Während der Zeit des Nationalsozialismus wurde er trotz hervorragender Beurteilung aufgrund seiner politischen Gesinnung schwer benachteiligt. 1945 wurde er als Regierungsdirektor in die Bayerische Finanzverwaltung übernommen und zum Vorsteher des Finanzamtes Kempten bestellt. Er baute die Finanzverwaltung im Bezirk Kempten wieder auf.
Sein mehrbändiger Kommentar zur Reichsabgabenordnung erschien in mehreren Auflagen.

## Ehrungen
- 1957: Verdienstkreuz 1. Klasse der Bundesrepublik Deutschland

## Schriften
- Die systematische Stellung der Mittäterschaft im künftigen Reichsstrafgesetzbuch., Diss., Buchdruckerei A. Hieberl, 1910
- Der Reichswehrmann: Entwicklung und praktischer Ausbau des Reichswehrgedankens, Verlag der Bayerischen Soldaten-Zeitung, 1919
- Reichsabgabenordnung vom 13. Dezember 1919, nebst Einführungsverordnung vom 18. Dezember 1919 und Übergangsverordnung vom 11. Oktober 1921, Berlin, Leipzig : Vereinigung wissenschaftlicher Verleger, 1922
- Reichsabgabenordnung vom 13. Dezember 1919, nebst Einführungsverordnung vom 18. Dezember 1919 und Übergangsverordnung vom 11. Oktober 1921, Nachtrag 1, Berlin, Leipzig : Vereinigung wissenschaftlicher Verleger, 1924
- Die Änderungen der Reichsabgabenordnung durch die Verordnung vom 1. Dezember 1930 (RGBl. I S. 517), Berlin [u. a.] : de Gruyter, 1931